# Jaume Pérez Montaner
Jaume Pérez Montaner (L'Alfàs del Pi, la Marina Baixa, 1938) és un poeta i assagista valencià. Llicenciat en Filosofia i Lletres per la Universitat de València, ha estat professor en algunes universitats dels Estats Units d'Amèrica i a la mateixa Universitat de València.
Va presidir l'Associació d'Escriptors en Llengua Catalana entre 1999 i 2007. La Plaça del Llibre de València li va atorgar el Premi d'Honor a la Trajectòria Literària de 2019.

## Trajectòria
Ha escrit diversos reculls de poesia entre els quals destaquen Màscares (1992), Fronteres (1994), L'oblit (1996) i Solatge (2009). L'any 2014 va publicar Geografies de l'oblit, una antologia personal que recull tant poemes publicats en llibres anteriors com poemes inèdits i altres reescrits o reconvertits i La casa buida. En opinió del crític literari Francesc Calafat, com a poeta Pérez Montaner és un autor que «ha apostat per la integració de registres, tons i llengües, per les perplexitats del llenguatge, l'obsessió del palimpsest».

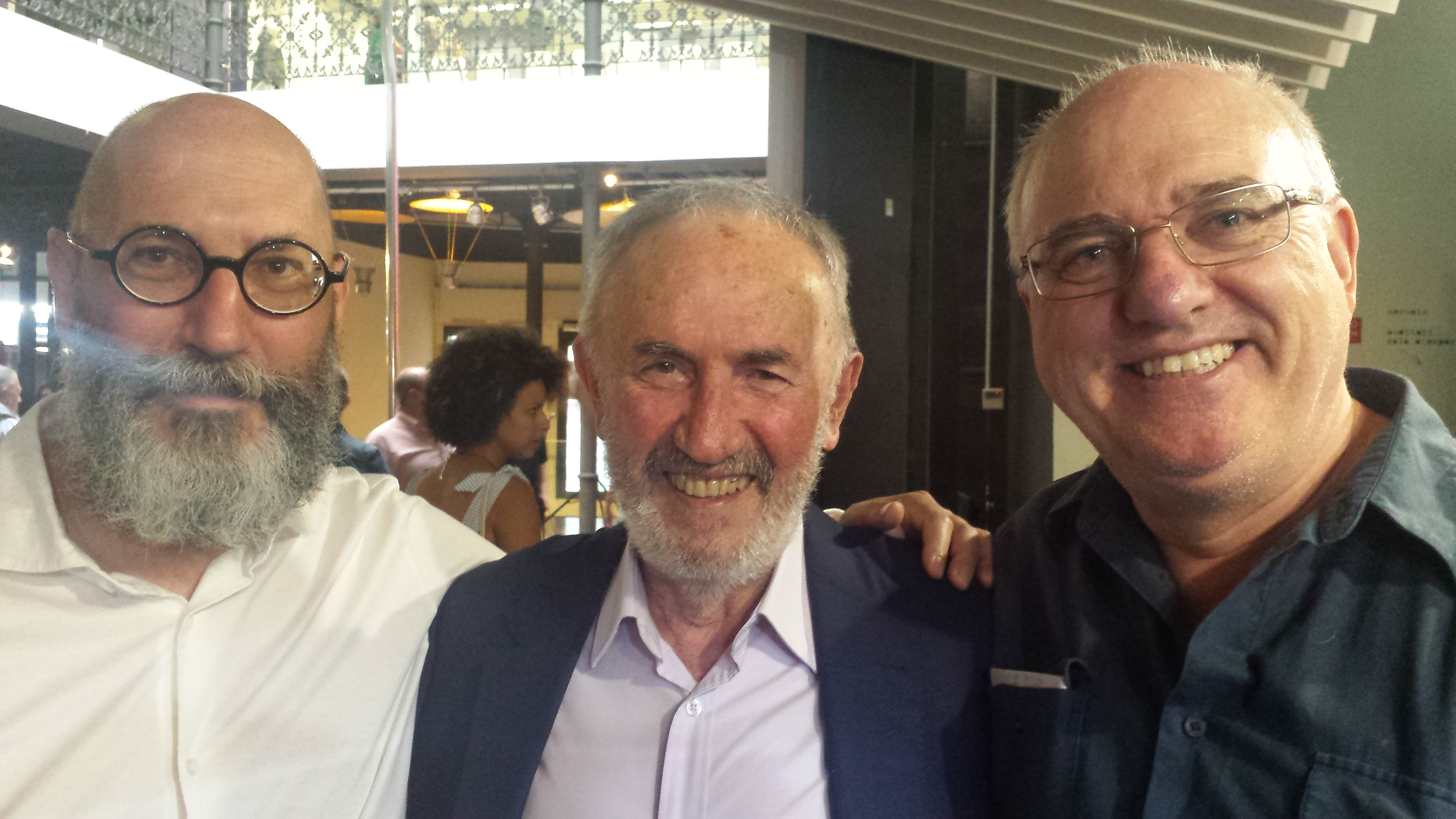
Antoni Martí Monterde, Pérez Montaner i Dominic Keown el 2018

Com a assagista ha escrit diversos estudis sobre l'obra de Vicent Andrés i Estellés. Ha traduït autors com ara Wallace Stevens, Anne Sexton, William Stafford, Barbara Kingsolver, Edgar Allan Poe i Edoardo Sanguineti.

## Obres

### Poesia
- Adveniment de l'odi. València: Eliseu Climent, 1976, col. «Tres i Quatre» 10)
- Deu poemes. València: Septimomiau-Gallocrisis, 1978.
- Museu de cendres. Pròleg de Vicent Escrivà. València: Diputació Provincial de València, 1981. Premi València 1980.
- L'heura del desig. València: Fernando Torres, 1985. Premi Roís de Corella 1985.
- Prisma. Pròleg de Jenaro Talens; traducció de José Luís Falcó. Alacant: Institut de Cultura Juan Gil-Albert, 1990; edició català-castellà.
- Antologia (1986-1991). Gandia: Aina, 1979.
- Màscares. València: Alfons el Magnànim, 1992; col·lecció «Poesia» 12; Premi de la Crítica dels Escriptors Valencians 1993.
- La mirada ingènua. València: La Forest d'Arana, 1992.
- Límits (1976-1993). Ciutadella: Publicacions de “Sa Nostra” Caixa de Balears, 1993.
- Fronteres. Alzira: Bromera, 1994. Premi Vicent Andrés Estellés 1993; Premi de la Crítica dels Escriptors Valencians 1995.
- Argúcies del desig, dins Rafael Armengol. Sèrie «Barres i Estrelles» (Popeie a Pompeia), Interarte, Ajuntaments de Requena, Alzira, Almansa, Torrent, Albacete i Villena, 1996, pàg. 47-71.
- L'oblit. Pròleg de Dominic Keown. Barcelona: Edicions 62, 1996. Premi Ausiàs March 1995.
- Solatge. Catarroja: Perifèric, 2009. Premi Benvingut Oliver 2008; Premi de la Crítica dels Escriptors Valencians 2010.
- Geografies de l'oblit. Alzira: Germania, 2013. Antologia personal.
- La casa buida. Alzira: Bromera, 2014. Premi Vicent Andrés Estellés 2013.
- Defensa d'una forma. Poesia completa 1967-2018. Pròleg d'Antoni Martí Monterde; epíleg de Dominic Keown. Il·lustracions de Miquel Pérez Robles i Elsa Pérez Robles. València: Institució Alfons el Magnànim, 2018.
- Abans del vers. Notal final d'Isabel Robles. La Pobla de Farnals: Edicions del Buc, 2024.

### Assaig
- Brossa Nova. Poetes valencians dels vuitanta, amb Marc Granell i Amadeu Viana (València: Universitat de València, 1981).
- Una aproximació a Vicent Andrés Estellés, amb Vicent Salvador (València: Eliseu Climent, 1982, col. «Quaderns 3i4» 21).
- Subversions (València: Eliseu Climent, 1990).
- Poesia i record. A propòsit d'un poema del Llibre de meravelles. (València: La Forest d'Arana, 1994, col. «La Sibil·la d'Arana»).
- Vicent Andrés Estellés, 1924-1993. Deu anys després, amb Josep Ballester (Barcelona: Institució de les Lletres Catalanes, 2003).
- El mural com a fons. La poesia de Vicent Andrés Estellés (Catarroja: Perifèric, 2009).

### Traduccions
- Cummings, e. e.: «Sis poemes». Amb Isabel Robles Gómez, dins Cairell, 2, gener 1980.
- Cummings, e. e.: «Cinc poemes». Amb Isabel Robles Gómez, dins Reduccions, 14, 1981.
- Sexton, Anne: Poemes. Amb Isabel Robles Gómez. València: Associació Cultural de Filologia-Madja: Retalls de Poesia, 1983.
- Andrés Estellés, Vicent. Antología. Madrid: Visor, 1984. Amb Vicent Salvador.
- Sanguineti, Edoardo: «Poemes», Daina, 4, gener 1988.
- Kingsolver, Barbara: Arbres de mongetes. Barcelona: L'Eixample, 1991.